# Михайлюта Олександр Олександрович
Олекса́ндр Олекса́ндрович Михайлю́та (нар.20 січня 1958, село Заріччя, Гуляйпільський район Запорізької області) — український літературний і громадський діяч, журналіст, головний редактор журналу "Райони України". Член Національної Спілки журналістів України та Національної Спілки письменників України, член Кіноспілки з авторських прав "Сіннема".

## Життєвий і творчий шлях
Народився 20 січня 1958 року в селі Заріччя на околиця міста Гуляйполя Запорізької області.
Навчався у Гуляйпільській середній школі № 3. Літературну діяльність розпочав з поезії ще у 15-ти річному віці. Його перший вірш «Весілля» був опублікований у районній газеті «Зоря комунізму».
У 1980 році закінчив факультет журналістики Київського державного університету ім. Т. Г. Шевченка. Працював кореспондентом Гуляйпільської районної газети, завідувачем відділу обласної газети «Комсомолець Запоріжжя», власним кореспондентом газет «Молодь України», «Голос України», політичним оглядачем Пресового Агентства Новин, керував у Запоріжжі науково-редакційним підрозділом з підготовки та випуску серії книг «Реабілітовані історією».
З 1983 р.- член Національної Спілки журналістів України, з 1995 р. Національної Спілки письменників України.
У 1996 р. очолив оргвідділ Національної Спілки журналістів України, у 1998 році був обраний її секретарем і заступником голови. З 1998 — директор Журфонду України.
З 2002 року був секретарем Національної Спілки письменників України. Працював головним спеціалістом у секретаріаті першого заступника Голови Верховної Ради України. 1994—2004 р. був помічником — консультантом народного депутата А. В. Єрмака. В цей час також почергово працював головним редактором журналів «Епоха», «Кияни», «Журналіст України».
З 2002 р. очолює центральну раду всеукраїнської громадської організації „Професійна спілка «Журналіст України»“. За цей час, підготував та випустив у світ 4 числа «Білої книги про утиски ЗМІ та окремих журналістів в Україні» Преса і влада".

## Політична і громадська діяльність
Виконував обов'язки прес-секретаря фракції Верховної Ради України «Реформи і порядок», яку очолював народний депутат С. В. Соболєв. У 1990 р. Запорізьке обласне Товариство української мови ім. Т. Г. Шевченка висунуло кандидатуру О. Михайлюти кандидатом у депутати Верховної Ради України на виборах від Орджонікідзевського виборчого округу (місто Запоріжжя). За О. Михайлюту проголосувала більшість (понад 38 тис.) виборців, проте окружна виборча комісія оформила протокол на користь іншого кандидата.
Михайлюта був одним з організаторів запорізького товариства «Меморіал» (1990) та Організації солдатських матерів України (ОСМУ) (1990),незалежної професійної спілки "Журналіст України" (2002).
У 1998 році брав активну участь у відзначенні 110-ї річниці від дня народження Нестора Махна, створенні громадської організації „Товариство Нестора Махна «Гуляй-Поле»“ (засновники: А. В. Єрмак, М. О. Бут, В. М. Ярош і О. О. Михайлюта).
Олександр Михайлюта, що був учасником Помаранчевої революції 2004 року на майдані Незалежності у Києві, написав і видав одну з перших книг про ті події— «Помаранчевий репортаж».(була й у перекладі російською для Донбасу та Одещини та вплинула на хід подальшого голосування за В.Ющенка)
О. О. Михайлюта у різні роки тісно співпрацював з М. Є. Поліщуком, В. Я. Шевчуком, В. А. Чабаненком, В. Ф. Верстюком, А. Бенем, а також з доктором історичних наук, професором, проректором Запорізького національного університету Ф. Г. Турченком, доктором економічних наук, професором, проректором Академії статистики та обліку, головою Наукового товариства ім. С. Подолинського В. О. Шевчуком, керівником прес-служби Генеральної прокуратури України Ю. Бойченком; доктором державного управління, професором, ректором Міжнародного класичного університету В. М. Огаренком, віце-президентом НАК «Енергоатом» В. М. Пишним, генерал-майором податкової служби В. П. Сичевським, народною артисткою України Тетяною Мірошниченко, вдовою Миколи Руденка, видатного дисидента 70-х років минулого століття, засновника Української Гельсінської спілки, Героя України, Раїсою Руденко, народним артистом України Іваном Гаврилюком, відомою ведучою Українського радіо Еммою Бабчук, генерал-лейтенантом СБУ,Героєм України Г.Омельченком, генералом  розвідки В.Шевченком, відомим телеведучим В.Бирзулом, Героєм України поетом Б.Олійником,  телекритиком і сценаристом Іваном Іваницьким, редактором газети «МИГ» Віктором Пужайчередою, істориком, журналістом і громадським діячем Олександром Кривошиєм, журналістом Володимиром Сліпком, дизайнером Олександром Базилевичем та іншими.

## Творчий доробок
Автор 24 книг прози і публіцистики, понад 2000 публікацій у засобах масової інформації та колективних збірниках, автор відеофільмів «Рана», «Где так вольно дышит человек…», «Загадка Дивина».
"Ми -не раби" - книга про голод 30 х-40х років на Запоріжжі та сталінські репресії в Україні(К."Молодь",1990,тираж 25 тис.) Частину цього тиражу спалили в Гуляйполі за рішенням тогочасного райкому КПУ.
За його повістю «Секретний ешелон» (1993) на Одеській кіностудії «Благовіст» режисером Я. Лупієм знято однойменний повнометражний художній фільм, який демонстрували телеканали NTV, НТН, та «Україна».Нині є понад 1 мільйон переглядів в інтернет... Серед помітних публікацій - книги  "Світло Патріарха" (2019, про Святійшого Філарета), "Гуляй-Поле" (роман,2020), "Падіння хв’юрера" ( роман, 2020), "Воїни "Антимафії" ( 2021, про діяльність народних депутатів А.Єрмака та Г.Омельченка з викриття злочиної діяльності Кравчука, Кучми, Звягільського,Медведчука, Тимощенко та ін. агентів ФСБ) 
Творчість О. Михайлюти високо оцінювали класики української літератури Олесь Гончар, Микола Вінграновський, Борис Олійник .

## Премії та нагороди
- премія журналу «Дніпро»
- премія «Незалежність» Київської спілки журналістів,
- премія Всеукраїнського фонду «XXI століття» за літературний сценарій телефільму «Україна: погляд у майбутнє»,
- Почесна Грамота Кабінету Міністрів України (2005)
- Почесна Грамота Верховної Ради України «За особливі заслуги перед українським народом» (2005),
- Подяка Київського міського голови.
- Орден "За заслуги" ІІІ ст. (2017, Указ Президента України від 21.01.2017 № 10/2017) [3].
- Премія Українського Вільного Університету (США,2021);
- Міжнародна премія    Open World (Відкритий світ> 2023);
- Мистецька премія КМДА "Київ" 2024 р.